# Hjortholm Voldsted
 Denne artikel omhandler Hjortholm. Opslagsordet har også en anden betydning, se Hjortholm Voldsted (Samsø) .
Hjortholm Voldsted ligger ved den sydøstlige ende af Furesøen, ved Frederiksdal i Sorgenfri Sogn, Lyngby-Taarbæk Kommune. Voldstedet er resterne efter en kongeborg fra middelalderen; senere overgik den til Roskildebisperne. Stedet er nævnt første gang i 1275. I forbindelse med anlægget har der været driftsbygninger, mølleanlæg ved Frederiksdal og sandsynligvis også teglfremstilling Efter reformationen kom det tilhørende gods under kronen, og Frederik 3. opførte jagtslottet Frederiksdal nordøst for voldstedet. Resterne af borgen består af en banke, der måler ca. 60 x 70 m der omgives i vest af Furesøen, i nord og øst af en lav ca. 15 m bred vandfyldt jordgrav. Området, der er fredet, er stærkt beskadiget af et kanalanlæg, men også søen arbejder sig ind på borgbanken.

## Eksterne kilder og henvisninger
- Dkconline.dk om Hjortholm Arkiveret 27. september 2007 hos  Wayback Machine

55°47′4″N 12°26′35″Ø / 55.78444°N 12.44306°Ø